# Theresianisches Adeliges Damenstift

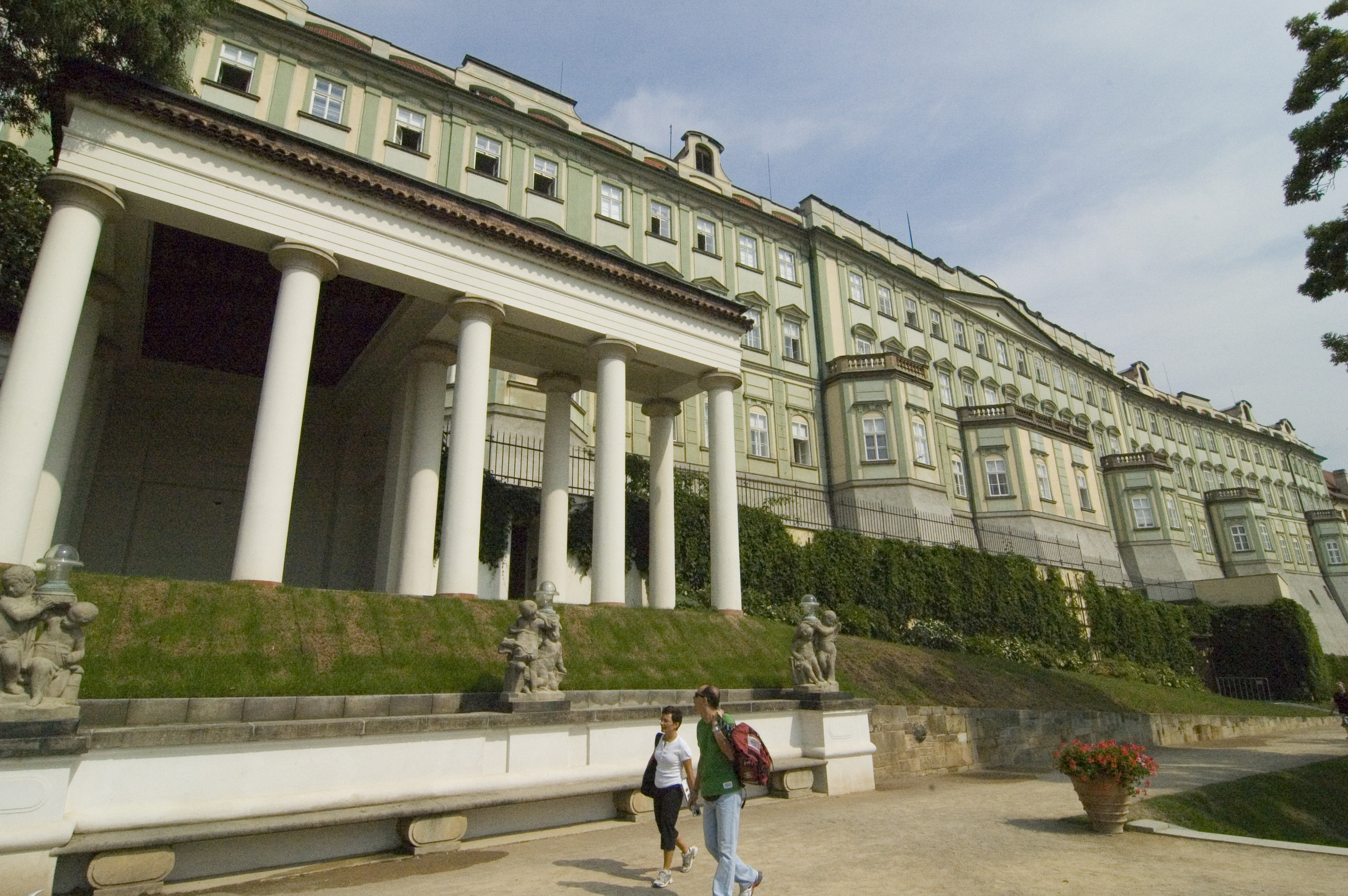
Palais Rosenberg (Adeliges Damenstift) vom Wallgarten aus gesehen. Im Vordergrund das Bellevue von Plečnik.

Das Theresianische Adelige Damenstift (tschechisch Tereziánský ústav šlechtičen), auch Palais Rosenberg (Rožmberský palác) genannt, liegt an der Südseite der Prager Burg. Der weitläufige Gebäudekomplex zwischen der Allerheiligenkapelle und dem Palais Lobkowicz ist ein markanter Teil der zur Stadt gewandten Südfront der Burg. Ursprünglich von den Herren von Rosenberg im 16. Jahrhundert als ein prunkvolles vierflügeliges Renaissancepalais gebaut, wurde es im 18. Jahrhundert im spätbarocken Stil für die Bedürfnisse des Adeligen Damenstiftes grundlegend umgestaltet. Das Damenstift gründete Erzherzogin Maria Theresia in ihrer Eigenschaft als Königin von Böhmen im Jahr 1753 für die Versorgung von unverheirateten Töchtern aus verarmten adeligen Familien.
In den Jahren 1997 bis 2007 erfolgte eine umfangreiche Rekonstruktion. Teile des Palastes sind seit 2010 öffentlich zugänglich und sind ein Bestandteil der Führungen durch die Prager Burg.

## Geschichte

### Palais Rosenberg
Archäologische Ausgrabungen belegen, dass sich auf dem Gelände dieses weitläufigen Areals schon im 13. und 14. Jahrhundert einzelne Gebäude befanden. Im Jahr 1513 erwarben die Herren von Rosenberg hier ein Grundstück. Nach dem Großbrand von 1541, der viele Gebäude auf dem Burgareal zerstörte, ließ Peter von Rosenberg anstelle des abgebrannten alten Hofes ein einstöckiges, vierflügeliges Renaissancepalais mit Arkaden und einem Eingangstor zur Straße Jiřská (Georgstraße) errichten. Den imposanten Bau führte in den Jahren 1545–1556 Hans Vlach (d. h. Hans, der Italiener, wahrscheinlich ist Giovanni Fontana di Brusata gemeint) durch.
Wilhelm von Rosenberg erwarb später benachbarte Häuser der Herren von Schwanberg und Rosental dazu, erweiterte das Palais und ließ an der Westseite einen schönen, von einem Arkadengang umsäumten weitläufigen Garten anlegen. Die Arbeiten führte in den Jahren 1573–1574 der kaiserliche Baumeister Ulrico Aostalli durch. Inventare aus dem 16. Jahrhundert zeigen, dass das Palais mit Gemälden, Wandteppichen und wertvollen Möbeln luxuriös ausgestattet war. Die prunkvolle Residenz entsprach der damaligen hohen gesellschaftlichen Stellung der Rosenberger. Ende des 16. Jahrhunderts befanden sie sich auf dem Höhepunkt ihrer Macht; Wilhelm von Rosenberg bekleidete die höchsten Ämter im Königreich Böhmen.
Nach Wilhelms Tod 1592 wurde sein Bruder Peter Wok von Rosenberg Eigentümer. Wegen seiner Zugehörigkeit zu den Böhmischen Brüdern konnte er keine hohen Regierungsämter bekleiden, und das Palais verlor für ihn die repräsentative Bedeutung. Kaiser Rudolf II. kaufte es von ihm im Jahr 1600 und ließ es mit einem Holzkorridor auf Pfeilern mit dem Ludwigsflügel des Alten Königspalastes verbinden. In den 1720er Jahren erweiterte Baumeister Thomas Haffenecker das Palais um einen zweiten Stock und veränderte auch die Raumaufteilung.

### Theresianisches Adeliges Damenstift

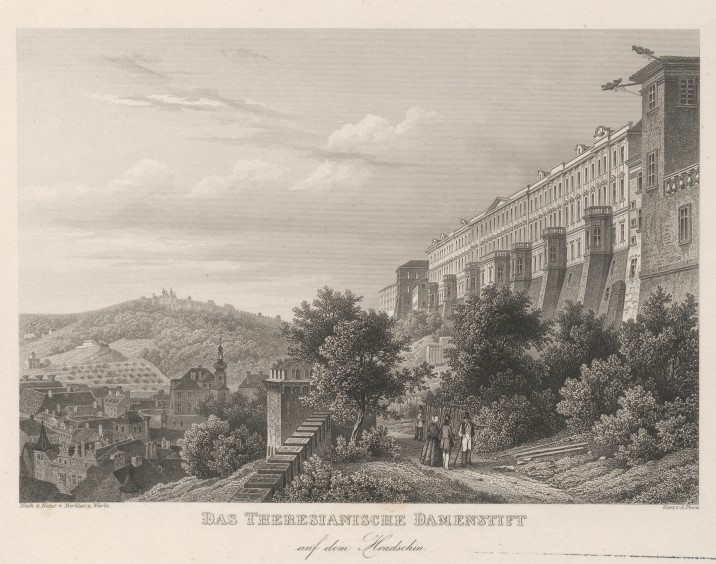
Das Theresianische Damenstift auf dem Hradschin (um 1835)

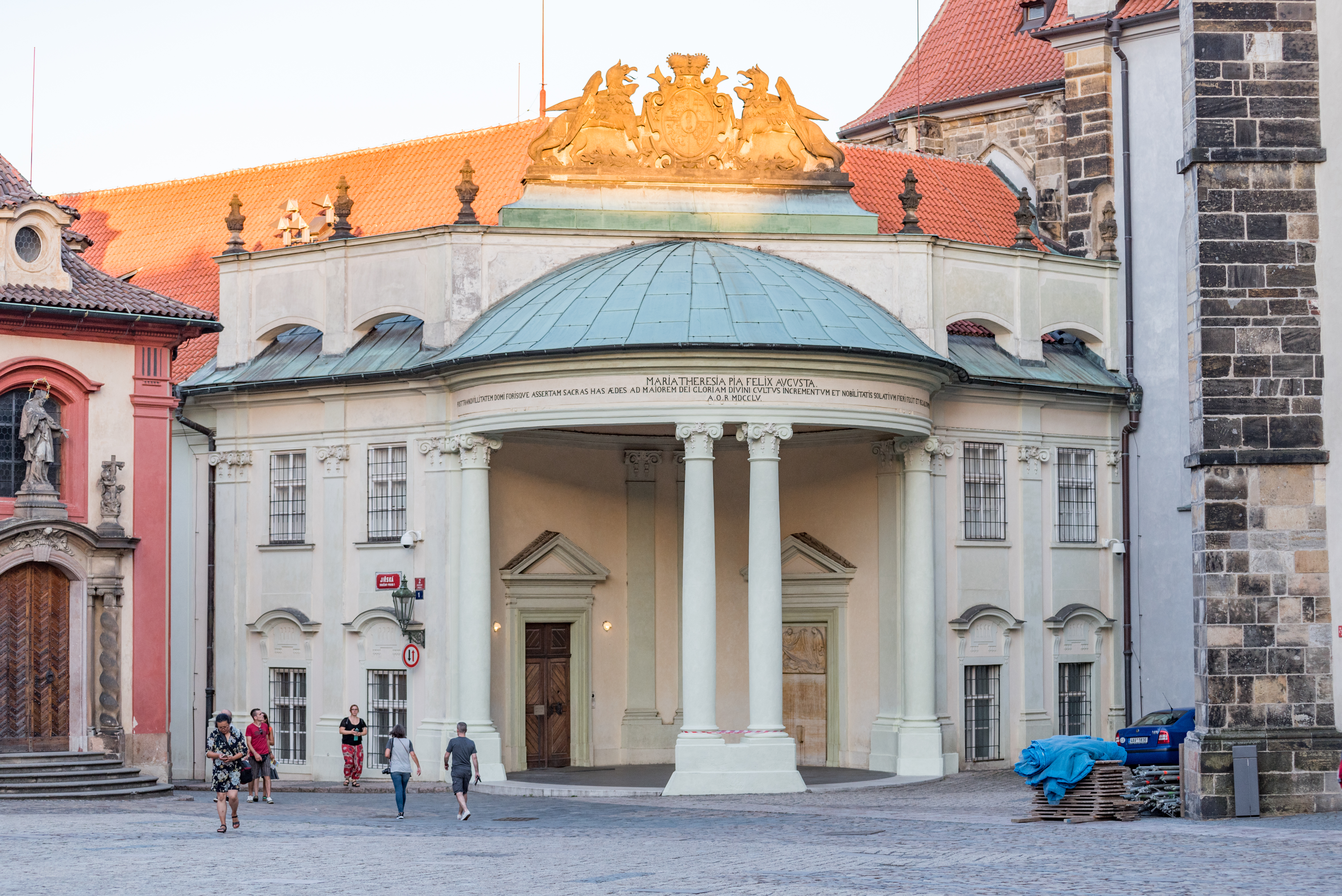
Portikus am westlichen Eingang neben der Allerheiligenkirche

Nach einem Entwurf des Wiener Hofarchitekten Nikolaus von Pacassi baute Anselmo Lurago in den Jahren 1753–1756 den Palast im spätbarocken Stil für die Bedürfnisse des Adeligen Damenstiftes radikal um. Das Damenstift gründete Königin Maria Theresia im Jahr 1753 für die Versorgung von unverheirateten Töchtern aus verarmten adeligen Familien.
Das Stift bot Platz für die Unterbringung von dreißig adeligen Töchtern. Die jungen Damen wurden ab dem Alter von 24 Jahren aufgenommen. Eine Ausnahme bildeten Waisen, sie nahm man schon ab 18 Jahren an. An der Spitze des Institutes standen unverheiratete Erzherzoginnen des Habsburg-Lothringer Geschlechts. Die erste Äbtissin war Erzherzogin Maria Anna, eine Tochter von Maria Theresia. Zum Emblem des Ordens wählte man das Bild der Unbefleckten Empfängnis der Jungfrau Maria in einer goldenen ovalen Medaille. Nach Auflösung des Klosters St. Georg auf der Prager Burg im Jahr 1782 übertrug Kaiser Leopold II. der Äbtissin des Adeligen Damenstiftes das Privileg, böhmische Königinnen zu krönen.
Die Kanonissen mussten sich strengen Regeln in Bezug auf ihr Verhalten und ihre Kleidung unterordnen. Auch ihr Tagesablauf war streng geregelt. Die täglichen Stundengebete und Teilnahme an der Heiligen Messe waren Pflicht. Die Kanonissen nahmen auch am gesellschaftlichen Leben außerhalb des Stiftes teil, durften das Stift aber nur mit Erlaubnis der Äbtissin und nur in Begleitung von zwei weiteren Mitgliedern des Stiftes verlassen. Sie bewohnten den ersten und zweiten Stock im Palais, eine Wohnung bestand jeweils aus drei Räumen, eins davon war für die Kammerzofe bestimmt. Daneben befanden sich das Appartement der Äbtissin, mehrere Gesellschaftsräume, der Kapitelsaal, der Chor, die barocke Kapelle der Heiligen Dreifaltigkeit und der Unbefleckten Empfängnis der Jungfrau Maria (Kaple Nejsvětější Trojice a Neposkvrněného početí Panny Marie) und verschiedene Wirtschaftsräume.
Nach der Gründung der Tschechoslowakischen Republik wurde das Adelige Damenstift im Mai 1919 aufgelöst und das Gebäude anschließend vom Innenministerium genutzt. In den Jahren 1997–2007 fand eine aufwendige Rekonstruktion statt, seit 2010 sind Teile des Palastes für die Öffentlichkeit zugänglich. Besucher können zum Beispiel die Kapelle der Heiligen Dreifaltigkeit und der Unbefleckten Empfängnis der Jungfrau Maria, den prunkvollen Rosenbergsaal aus der Zeit der Renaissance und Wohnräume der Kanonissen sehen. Weitere Räume werden von der Verwaltung der Prager Burg, von der Burgpolizei, vom Archäologischen Institut und vom Archiv der Kanzlei des Staatspräsidenten genutzt.

## Beschreibung des Gebäudes

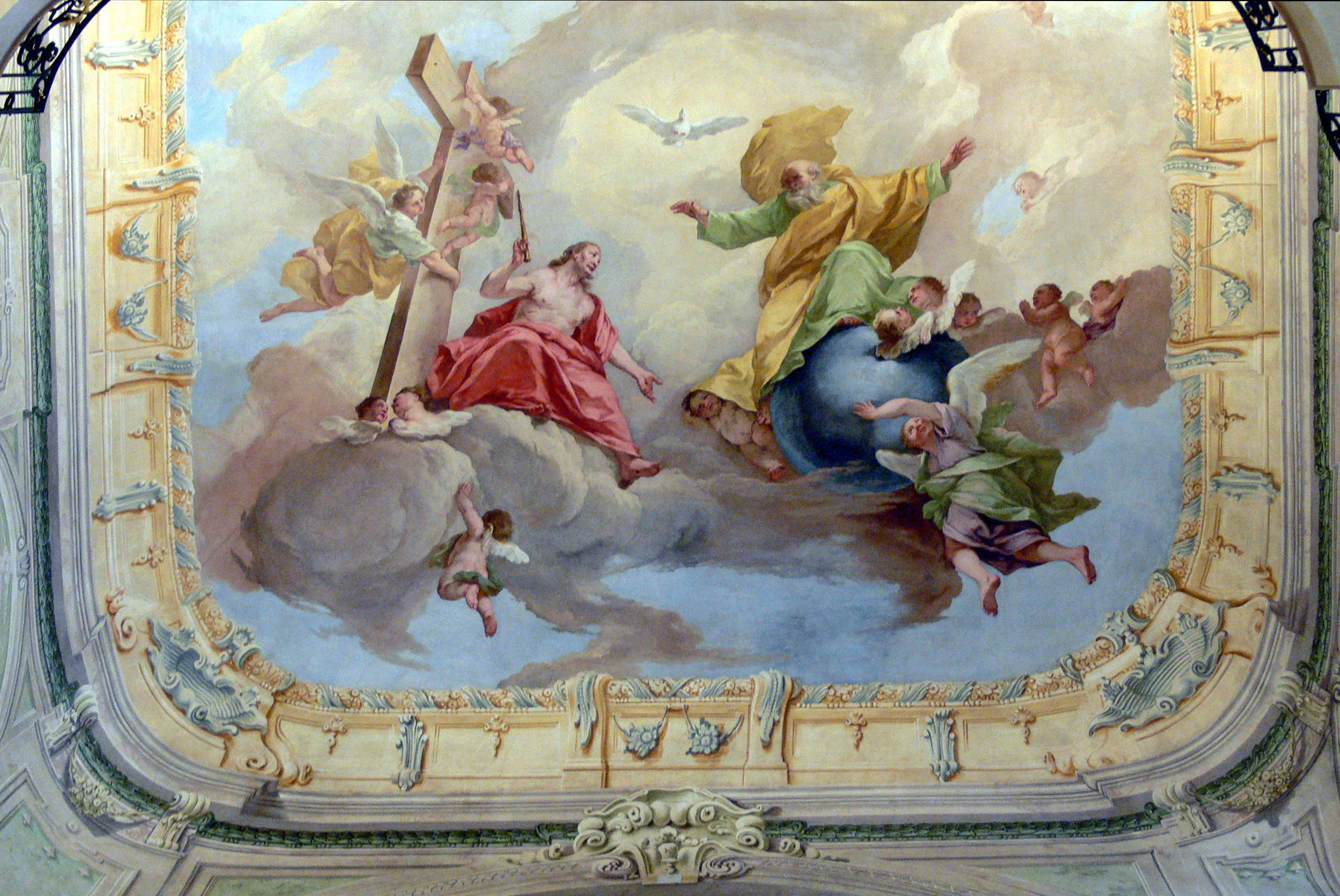
Deckenfresko in der Kapelle

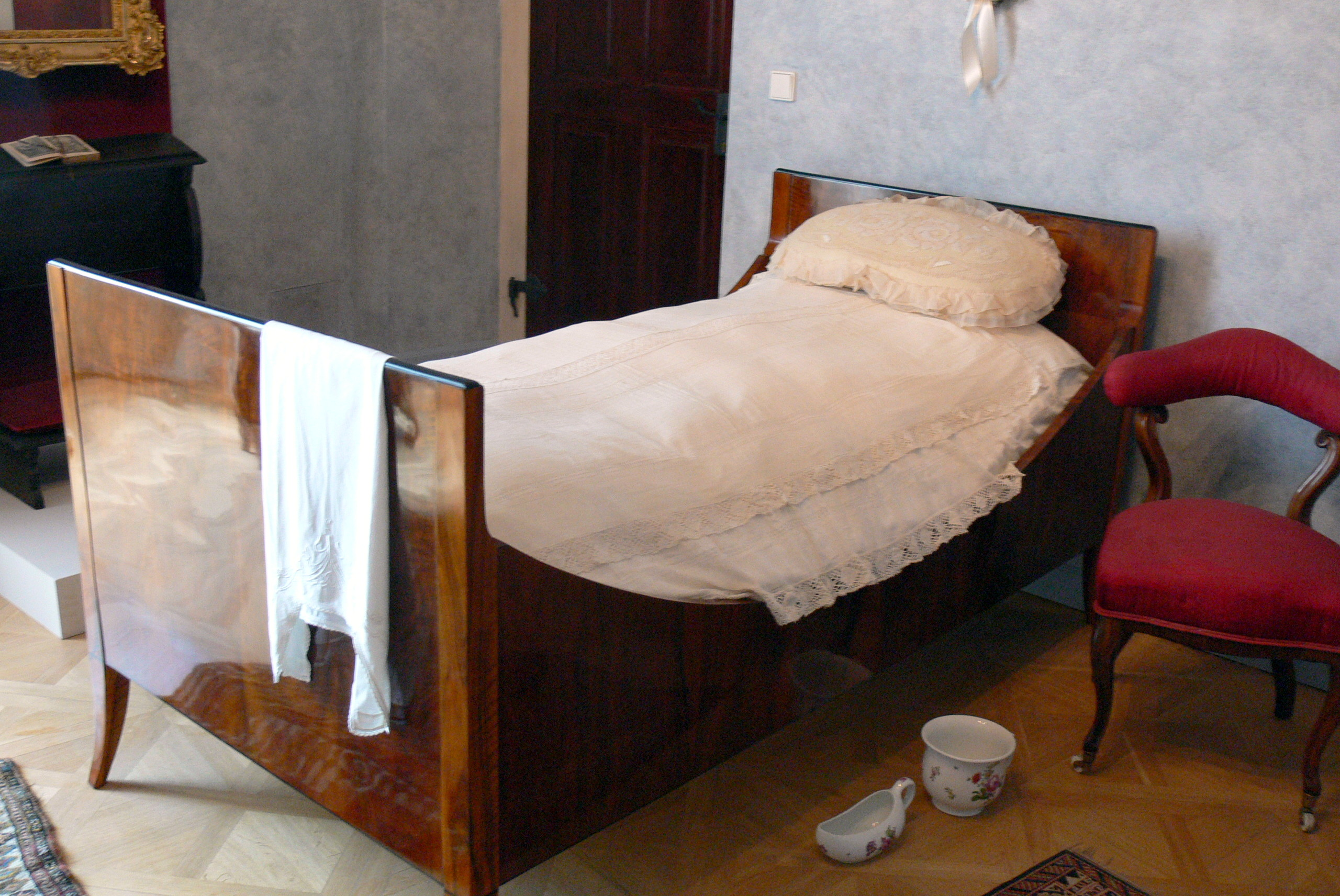
Schlafzimmer der Kanonissen

Das Palais Rosenberg erstreckt sich über etwa 160 Meter vom náměstí U Svatého Jiří (St.-Georgs-Platz) im Westen bis zum Palais Lobkowitz beim östlichen Burgtor, im Süden grenzt es an den Wallgarten.

Der Eingang vom St.-Georgs-Platz aus hat die Form eines offenen Rundpavillons mit Säulengang im frühklassizistischen Stil und ist mit Plastiken von Josef Klein geschmückt. Am Fries ist eine Inschrift zur Erinnerung an den Abschluss des Umbaus im Jahr 1755 angebracht. Der lateinische Text lautet: 

„MARIA THERESIA PIA FELIX AVGVSTA. POST TRANQVILLITATEM DOMI FORISQVE ASSERTAM SACRAS HAS ÆDES AD MAIOREM DEI GLORIAM DIVINI CVLTVS INCREMENTVM ET NOBILITATIS SOLATIVM FIERI FECIT ET REGALI SVMPTV DOTAVIT. A[NNO]. O[RBIS]. R[EDEMPTORIS]. MDCCLV.“

 Freie Übersetzung: Maria Theresia, die fromme und glückliche Kaiserin, hat nach der Verteidigung des Friedens zuhause und im Ausland diesen heiligen Tempel zur größeren Ehre Gottes, zur Förderung der Gottesverehrung und zum Trost des Adels bauen lassen und ihn mit königlichen Mitteln ausgestattet. Im Jahr des Erlösers der Welt 1755.
An die Südfassade des Palais ist im Wallgarten eine Säulenhalle im antiken Stil, genannt Bellevue, angebaut. Sie wurde in den Jahren 1924–1925 im Rahmen der Sanierung des Wallgartens nach Plänen des Burgarchitekten Jože Plečnik errichtet. Im Palais befindet sich die restaurierte Kapelle der Heiligen Dreifaltigkeit und der Unbefleckten Empfängnis der Jungfrau Maria. Sie erstreckt sich über alle drei Stockwerke und ist geschmückt mit Fresken von Jan Petr Molitor aus der Mitte des 18. Jahrhunderts. Das Deckenfresko zeigt die Heilige Dreifaltigkeit und die Unbefleckte Empfängnis der Jungfrau Maria.

## Liste der Fürstäbtissinnen des Theresianischen Adeligen Damenstifts
- 1766–1789: Maria Anna von Österreich (1738–1789)
- 1791–1800: Maria Anna von Österreich (1770–1809)
- 1834–1835: Maria Theresia von Österreich-Teschen
- 1839–1842: Hermine Amelie Marie von Österreich
- 1844–1852: Maria Karolina von Österreich
- 1878–1979: Maria Christina von Österreich
- 1880–1883: Maria Antonia von Österreich-Toskana
- 1886–1893: Margarete Sophie von Österreich
- 1893–1894: Karoline von Österreich-Toskana
- 1894–1918: Maria Annunziata von Österreich